# الملكوت (مسلسل)
الملكوت أو رقيب عتيد، مسلسل دراما إيراني في شهر رمضان المبارك وتم عرضه للمرة الأولى سنة 2010 .
المسلسل يختلف بعض الشيء عن المسلسلات الرمضانية الأخرى فهو يتحدث ما بعد الموت ويعلم الإنسان كيف يستعد للآخرة.
أخرج المسلسل محمد رضا آهنج، وببطولة محمد رضا شریفي نیا ، ويتكون المسلسل من 30 حلقة، كل حلقة 30 دقيقة، وتدور احداث المسلسل في شهر رمضان المبارك.
تم دبلجته باللغة العربية الفصحى ونقله على قناة الكوثر الإيرانية وأيضاً تم دبلجته باللهجة السورية وعرضه على قناة آي فيلم.

## القصة
تدور أحداث المسلسل حول حیاة رجل ثري متدين يؤمن بالله تعالى یدعی الحاج فتاح سلطاني ، بدأ المسلسل بحلم مرعب للحاج فتاح رآى فيها اشياء كثيرة تحتاج إلى تفسير، استيقظ فتاح مهرعاً بعد أن ايقظته زوجته لتناول السحور في أول يوم في شهر رمضان المبارك. 
في خلال ذلك اليوم يرى الحاج فتاح اشياء غريبة ورجلاً غريباً لا يعرفه في القطار والطريق... وفي طريق الحاج فتاح للعودة إلى منزله يتعرض لحادث مروع يؤدي به الموت الدماغي أي انه يعيش على هاجز اجهزة التنفس الاصطناعي، وقد كان ذلك الذي كان يراه حاج فتاح هو الملك الموكل لفتاح سلطاني منذ ولادته والذي يرغب بمساعدة حاج فتاح على تسهيل دخوله للبرزخ ومحاولة اصلاح اخطاءه قبل موته فمنها شكوى سائق الشاحنة قوداز رحيمي وعدم تلبية وصية والديه واخطاءه مع زوجته السابقة واشياء أخرى كتبها بوصيته.
فماذا سيحدث للحاج فتاح سلطاني، وكيف ستعيش اسرته بعد المصيبة التي تعرضت لها خلال شهر رمضان المبارك،
و ماذا عن وصيته وزوجته السابقة ومشاكل المصنع الذي يدير الحاج وعن خطبة حفيديه سامان ومهتاب؟
كل ذلك تشاهدونه في المسلسل الرمضاني المثير والمفيد الذي يعلمنا التوبة إلى الله تعالى، وعدم نسيان الاموات والترحم عليهم. 
نسأل الله التوفيق والرحمة.

## الشخصيات
حاج فتاح سلطاني : بطل المسلسل رجل ثري متدين وكبير العائلة، يتعرض لحادث يصيبه بالموت الدماغي .
الملك : الملك الموكل ليكون مع الحاج فتاح سلطاني منذ ولادته ويعمل على مساعدة فتاح بكل الامور لدخوله عالم البرزخ يظهر على شكل إنسان في المسلسل ولكنه ليس بشكله الحقيقي.
آفاق : زوجة حاج فتاح سلطاني.
خوسرو : ابن حاج فتاح الأكبر.
سيما : ابنة حاج فتاح.
سارمست : زوج سيما، رجل ماكر يحب المال، لا يؤمن بالله تعالي، ويسعى للحصول على ثروة الحاج فتاح بعد وفاته.
مهتاب : زوجة خوسرو.
مهتاج : ابنة خوسرو وحفيدة الحاج فتاح.
سامان : ابن سيما وسرمست وحفيد الحاج فتاح.
ستارة : ابنة سيما وسرمست وحفيدة الحاج فتاح.
 الحاج صادق : شقيق آفاق زوجة فتاح، وصديقه المقرب منه والذي وكله لتنفيذ وصيته.
راضية : زوجة صادق.
شريفة سلطاني : زوجة الحاج فتاح السابقة.
صهراب : ابن شريفة، وصديق صادق ويعمل كدكتور.
رانا : زوجة صهراب.
الحاج رسول : والد رانا.
حشمت : السائق الخاص لحاج فتاح والذي توفي بنفس الحادث التي تعرض له فتاح.
قوداز رحيمي : سائق الشاحنة والذي يعمل في مصنع الحاج فتاح وقد توفي قبل 6 أشهر من الحادث الذي تعرض له فتاح.
نرجس : زوجة قوداز والتي تعاني بسبب وفاة زوجها ونصب سارمست عليها.
كاميامب : الماحمي الذي وكله الحاج فتاح له، ولكنه يظهر على حقيقته ويتعاون مع سارمست.